# Pap Jenő (vívó)
Pap Jenő (Budapest, 1951. december 15. –) világbajnok magyar vívó, az év férfi sportolója 1982-ben.

## Sportpályafutása
1959-ben a BVSC-ben kezdett el vívni. 1973 óta volt a válogatott keret tagja, kezdetben tőrvívóként képviselte a nemzeti színeket, majd párbajtőrözőként.

### Sporteredményei
Tőrvívásban
Csapatban 1974-ben vb 5., 1975-ben 6. lett. Indult még az 1973-as világbajnokságon is, de egyéniben nem tudott az élmezőnybe kerülni. Ugyancsak csapattagként 6. helyezett volt az 1980-as moszkvai olimpián.
Párbajtőrvívásban
Első világbajnoki szereplése ebben a versenyszámban 1977-ben volt, ekkor csapatban 4. helyen végzett, majd 1978-ban szintén csapatban világbajnok lett. A moszkvai olimpián párbajtőrben is csapattag volt, a 8. helyen végzett. Élete legnagyobb sikerét 1982-ben érte el. A római világbajnokságon egyéni világbajnok lett, valamint csapatban bronzérmet szerzett. Ezzel a teljesítményével elnyerte az év magyar férfi sportolója és az év vívója címet is. Válogatott pályafutását 1985-ben zárta le egy világbajnoki 6. helyezéssel csapatban.